# Ханзір
Ханзір (араб. خنزير) — слово арабської мови для позначення свині, яке також використовується в деяких інших мовах через запозичення. Також це індивідуальна назва відомої китайської свині, що проживає в Кабульському зоопарку в Кабулі, столиці Афганістану. Тварина прославилася як єдина свиня в Афганістані, переважно ісламській країні, де продаж свинини не практикується. Через це в Афганістані немає свиноферм.
Ханзір, свиня чоловічої статі, був подарований Кабульському зоопарку Китайською Народною Республікою у 2002 році. Він був одним із пари, але його супутник згодом помер.
Його статус «самотньої свині Афганістану» привернув міжнародну увагу в травні 2009 року, коли його помістили в карантин. Цей крок став відповіддю на занепокоєння відвідувачів під час всесвітнього спалаху грипу A (H1N1) («свинячого»). Азіз Гул Сакіб, директор кабульського зоопарку, пояснив, що Ханзір насправді був «сильним і здоровим», зазначивши, що «єдина причина, чому ми його помістили, полягала в тому, що афганці не мають багато знань про свинячий грип, і тому, коли вони бачать свиню, вони хвилюються і думають, що захворіють». Його випустили з-під карантину через 2 місяці.